# Dilene Ferraz
Dilene Ferraz (Olinda, 11 aprile 1967) è una cantante brasiliana.

## Biografia
Negli anni novanta ha dato vita al progetto "Brazilian love affair", nel cui ambito ha inciso diversi dischi con l'etichetta "Dig It International".
Ha realizzato una serie di registrazioni di musica popolare brasiliana e brazilian jazz, collaborando tra gli altri con Alberto Bonacasa, Fabrizio Bosso, Stefano Bagnoli, Marco Ricci, Riccardo Fioravanti, Marco Detto.
Come vocalist ha interpretato brani famosi come Ohi Maria degli Articolo 31  e Provo per te  di Space One, nonché la prima versione in portoghese di Fortuna di Mario Venuti.
Con il chitarrista e compositore Sergio Fabian Lavia ha dato vita al progetto "De Argentina ao Brasil".
Nei suoi brani fa riferimento al patrimonio musicale del Nord-est del Brasile utilizzando elementi caratteristici del Maracatù, della Ciranda e Frevo.
Dal 2009 vive stabilmente in Italia, a Menaggio.